# Monako na Eurovision Song Contest

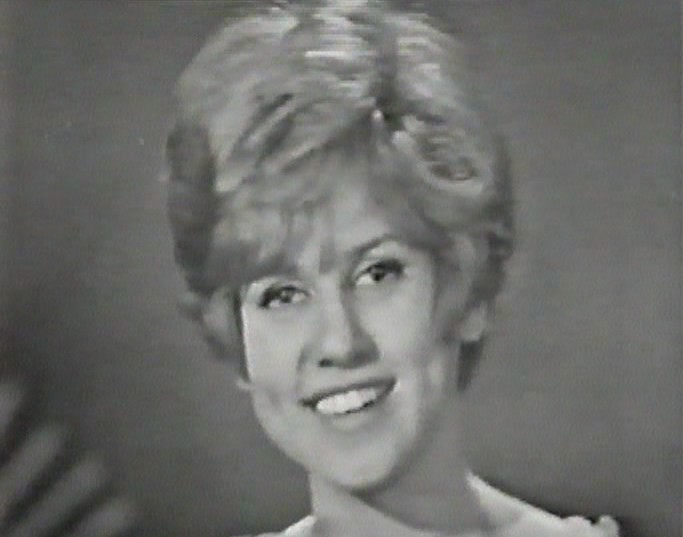
Marjorie Noël v Neapoli (1965)

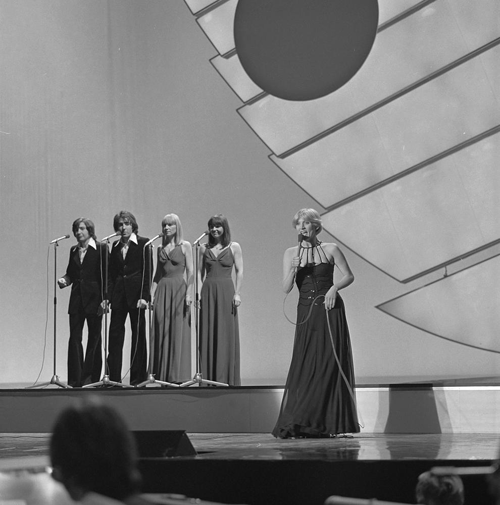
Mary Christy v Haagu (1976)

Monako se zúčastnilo 24 ročníků soutěže Eurovision Song Contest, poprvé v roce 1959. Země zvítězila jednou, a to v roce 1971 zpěvačka Séverine s písní „Un banc, un arbre, une rue“. Monako díky tomu mělo soutěž o rok později pořádat, k čemuž ale nedošlo. Monako je jediný mikrostát, kterému se podařilo Eurovizi ovládnout, a jediná země, která vždy vybírala svého reprezentanta interně.
Země při svém debutu v roce 1959 skončila na posledním místě, v 60. letech 20. století ale hned třikrát získala umístění v nejlepší trojce. Dvě z nich zajistil François Deguelt, který skončil třetí v roce 1960 a druhý v roce 1962, třetí místo získal Romuald v roce 1964. Vítězství Séverine v roce 1971 bylo prvním z pěti umístění v nejlepší pětce v následujících osmi letech. O další se postarali Romuald (4. místo v roce 1974), Mary Christy (3. místo v roce 1976), Michèle Torr (4. místo v roce 1977) a Caline a Olivier Toussaint (4. místo v roce 1978). Po účasti v roce 1979 země soutěž na 25 let opustila. Monako se na Eurovizi vrátilo v roce 2004, ani jednou ale nepostoupilo do finále a po roce 2006 ze soutěže opět odstoupilo.
Monako je jedinou zemí, která soutěž vyhrála, ale nikdy nepořádala. Po vítězství v roce 1971 bylo v plánu Eurovizi uspořádat pod širým nebem v červnu 1972. Z důvodu nedostatku financí Télé Monte Carlo požádalo o výpomoc francouzskou ORTF, která souhlasila s uspořádáním soutěže za podmínky konání ve Francii. S tím monačtí zástupci nesouhlasili, a tak k dohodě nedošlo. Rozhodnutí o tom, kde se soutěž bude konat, bylo proto přenecháno EVU, která oslovila Španělsko a Německo, které skončily v roce 1971 na druhém a třetím místě. Obě země odmítly, nakonec proto nabídku přijala britská BBC a soutěž se uskutečnila v Edinburghu.

## Výsledky
| Rok                           | Interpret                         | Píseň                                  | Jazyk                     | Finále   | Finále   | Semifinále  | Semifinále  |
| Rok                           | Interpret                         | Píseň                                  | Jazyk                     | Pořadí   | Body     | Pořadí      | Body        |
| ----------------------------- | --------------------------------- | -------------------------------------- | ------------------------- | -------- | -------- | ----------- | ----------- |
| 1959                          | Jacques Pills                     | „Mon ami Pierrot“                      | francouzština             | 11.      | 1        | nekonalo se | nekonalo se |
| 1960                          | François Deguelt                  | „Ce soir-là“                           | francouzština             | 3.       | 15       | nekonalo se | nekonalo se |
| 1961                          | Colette Deréal                    | „Allons, allons les enfants“           | francouzština             | 10.      | 6        | nekonalo se | nekonalo se |
| 1962                          | François Deguelt                  | „Dis rien“                             | francouzština             | 2.       | 13       | nekonalo se | nekonalo se |
| 1963                          | Françoise Hardy                   | „L'Amour s'en va“                      | francouzština             | 5.       | 25       | nekonalo se | nekonalo se |
| 1964                          | Romuald                           | „Où sont-elles passées“                | francouzština             | 3.       | 15       | nekonalo se | nekonalo se |
| 1965                          | Marjorie Noël                     | „Va dire à l'amour“                    | francouzština             | 9.       | 7        | nekonalo se | nekonalo se |
| 1966                          | Téréza                            | „Bien plus fort“                       | francouzština             | 17.      | 0        | nekonalo se | nekonalo se |
| 1967                          | Minouche Barelli                  | „Boum-Badaboum“                        | francouzština             | 5.       | 10       | nekonalo se | nekonalo se |
| 1968                          | Line a Willy                      | „À chacun sa chanson“                  | francouzština             | 7.       | 8        | nekonalo se | nekonalo se |
| 1969                          | Jean Jacques                      | „Maman, Maman“                         | francouzština             | 6.       | 11       | nekonalo se | nekonalo se |
| 1970                          | Dominique Dussault                | „Marlène“                              | francouzština             | 8.       | 5        | nekonalo se | nekonalo se |
| 1971                          | Séverine                          | „Un banc, un arbre, une rue“           | francouzština             | 1.       | 128      | nekonalo se | nekonalo se |
| 1972                          | Anne-Marie Godart a Peter MacLane | „Comme on s'aime“                      | francouzština             | 16.      | 65       | nekonalo se | nekonalo se |
| 1973                          | Marie                             | „Un train qui part“                    | francouzština             | 8.       | 85       | nekonalo se | nekonalo se |
| 1974                          | Romuald                           | „Celui qui reste et celui qui s'en va“ | francouzština             | 4.       | 14       | nekonalo se | nekonalo se |
| 1975                          | Sophie                            | „Une chanson c'est une lettre“         | francouzština             | 13.      | 22       | nekonalo se | nekonalo se |
| 1976                          | Mary Christy                      | „Toi, la musique et moi“               | francouzština             | 3.       | 93       | nekonalo se | nekonalo se |
| 1977                          | Michèle Torr                      | „Une petite française“                 | francouzština             | 4.       | 96       | nekonalo se | nekonalo se |
| 1978                          | Caline a Olivier Toussaint        | „Les Jardins de Monaco“                | francouzština             | 4.       | 107      | nekonalo se | nekonalo se |
| 1979                          | Laurent Vaguener                  | „Notre vie c'est la musique“           | francouzština             | 16.      | 12       | nekonalo se | nekonalo se |
| bez účasti v letech 1980–2003 |                                   |                                        |                           |          |          |             |             |
| 2004                          | Maryon                            | „Notre planète“                        | francouzština             | nepostup | nepostup | 19.         | 10          |
| 2005                          | Lise Darly                        | „Tout de moi“                          | francouzština             | nepostup | nepostup | 24.         | 22          |
| 2006                          | Séverine Ferrer                   | „La Coco-Dance“                        | francouzština, tahitština | nepostup | nepostup | 21.         | 14          |
| bez účasti od roku 2007       |                                   |                                        |                           |          |          |             |             |

| Legenda | Legenda        |
| ------- | -------------- |
| 1       | 1. místo       |
| 2       | 2. místo       |
| 3       | 3. místo       |
| ◁       | poslední místo |